# Willy Stöwer
Willy Stöwer, född 22 maj 1864 i Wolgast i Tyskland, död 31 maj 1931 i Berlin, var en tysk konstnär, illustratör  och författare. Han är mest känd för sitt marinmåleri och sina litografier. Många av hans verk föreställer historiska maritima händelser som Titanics förlisning 1912.

## Biografi
Willy Stöwer var son till en sjökapten och föddes vid Östersjökusten. Han utbildade sig ursprungligen till metallarbetare och arbetade som verkstadstekniker på flera tyska varv men fick snart uppdrag som ritningskonstruktör, illustratör och målare. Han fick tidigt erkännande som målare, ett fält där han var självlärd. År 1892 gifte han sig med Henrietta Dettmann, som kom från en rik familj, och detta tillät honom att uteslutande ägna sig åt sitt arbete som konstnär.
Kejsar Vilhelm II av Tyskland blev en entusiastisk mecenat och Stöwer lär ha varit hans favorit bland marinmålare. Stöwer följde till och med honom på flera resor mellan 1905 och 1912. Stöwer var styrelseledamot i tyska Navy League (Deutscher Flottenverein) och tilldelades en hedersprofessur 1907. Hans liv följde sedan i stora drag sin mecenat och Kejsardömet Tysklands flotta. Precis som med många av hans samtidiga, som Hans Bohrdt, kom hans kreativa storhetstid att ta slut i och med kejsarens abdikering  och kejsardömets fall. Hans senare karriär, utan kejsardömets förmåner, förlitade sig på ett fåtal uppdrag från   ångbåtslinjer. Han dog relativt okänd 1931 i sin villa i Berlin-Tegel, 67 år gammal.

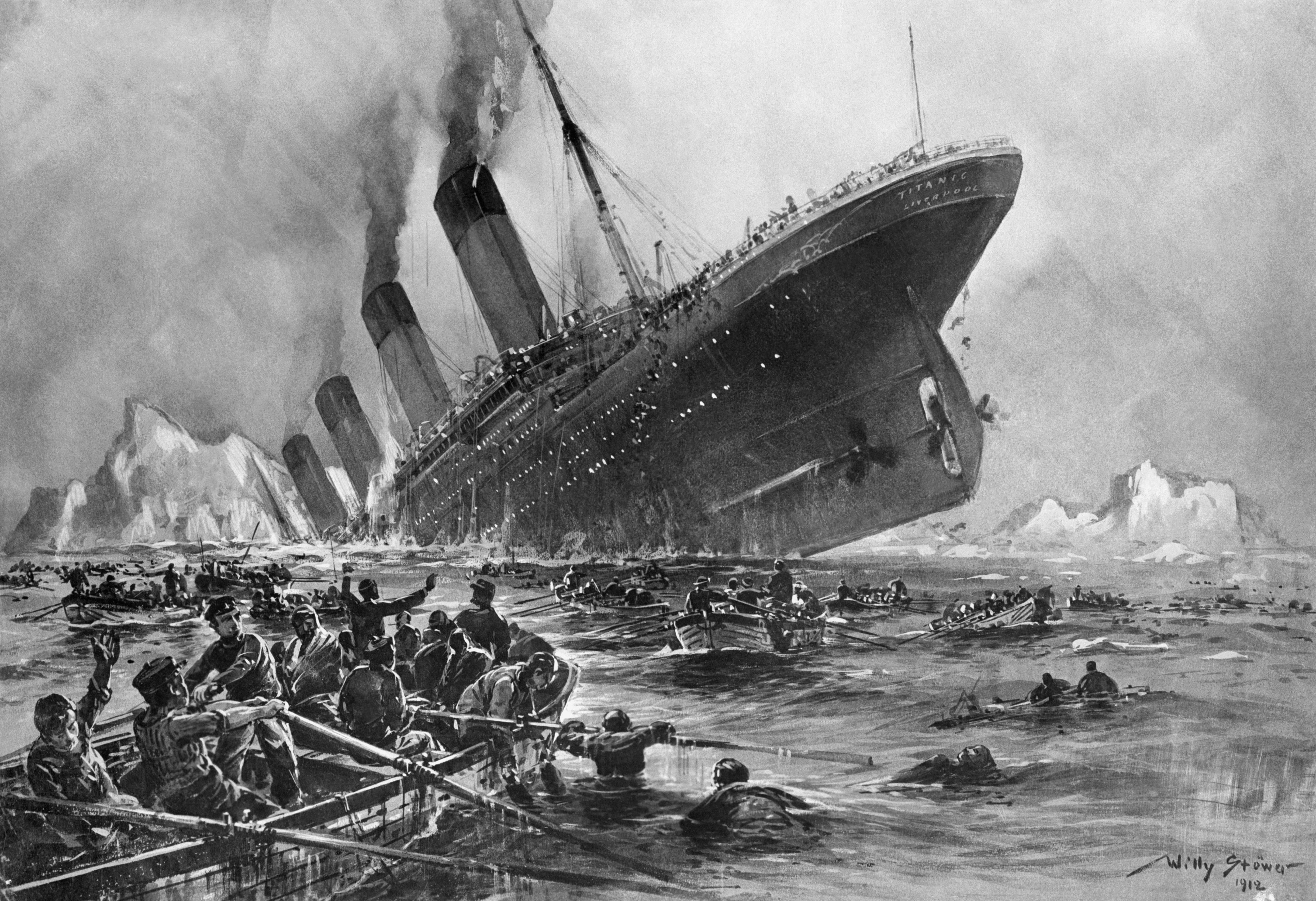
Der Untergang der "Titanic"
Illustration för Die Gartenlaube, 1912.

## Konstnärskap
Stöwer var en mycket produktiv konstnär mellan åren 1892 och 1929 och skapade runt 900 svartvita- och 335 färgillustrationer för 57 böcker samt affischer, vykort, samlarbilder, etiketter, broschyrer och kalendrar.  Ett tidigt exempel på hans kommersiella bildskapande är en serie samlarbilder från 1899/1900, som han gjorde för den tyska chokladproducenten Stollwerck, som kallas Die neuen Deutchen Kriegsshiffe (De nya tyska krigsfartygen) för "Sammelalbum Nr. 3, Gruppe Nr. 132".
Stöwers illustration av Titanics skeppsbrott i tidskriften Die Gartenlaube gjorde honom mycket populär. Han skapade bilden kort efter olyckan 1912 utan att ha detaljerad kunskap om händelsen - exempelvis lät han svart rök bolma från den fjärde skorstenen, utan att vara medveten om att den bara använde för ventilation. Men bilden blev trots smärre sakfel ikonisk och har sedan dess reproducerats ett stort antal gånger fram till idag. Stöwer, som annars inte är känd för sina porträtt, gjorde också en målning av kejsaren i sin, som tillsammans med några av hans marinmålningar hänger i kejsarens rum  i Achilleion, kejsarens sommarpalats under åren 1907–1914 (som idag är ett museum) på ön Korfu.
Andra verk av Ströwer som finns representerade på museum är en oljemålning föreställande sänkningen av den italienska jagaren Turbineää av österrikiska jagare den 24 maj 1915. som hänger på Heeresgeschichtliches Museum, det vill säga Militärhistoriska museet i Wien, och: Schnellboot vor! ("Racerbåt föröver!") på Internationella maritimmuseet i Hamburg. från 1919. Det gjordes vykort av en del av hans målningar för att säljas till förmån för skadad ubåtspersonal och anhörigas familjer under Första världskriget.

## Bildgalleri

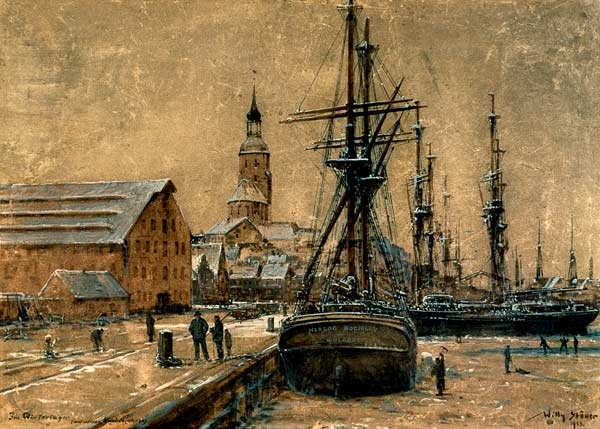
Målning (1923) (tempera på papp) "Vinterläger för sjömännen i Wolgast"[c]
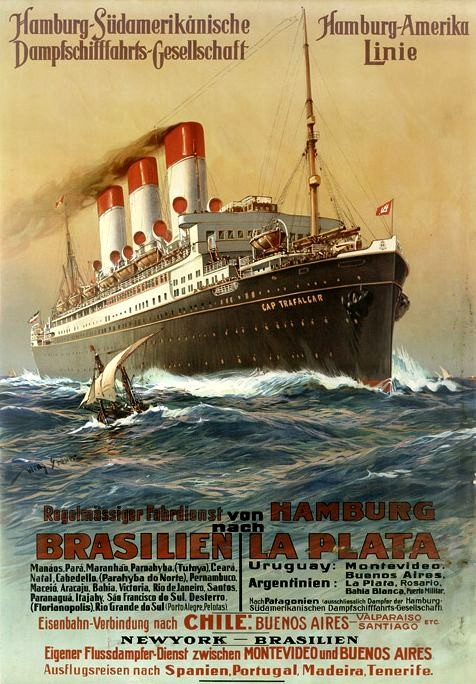
Affisch (cirka 1913) "Cap Trafalgar på Hamburg-Sydamerikalinjen"
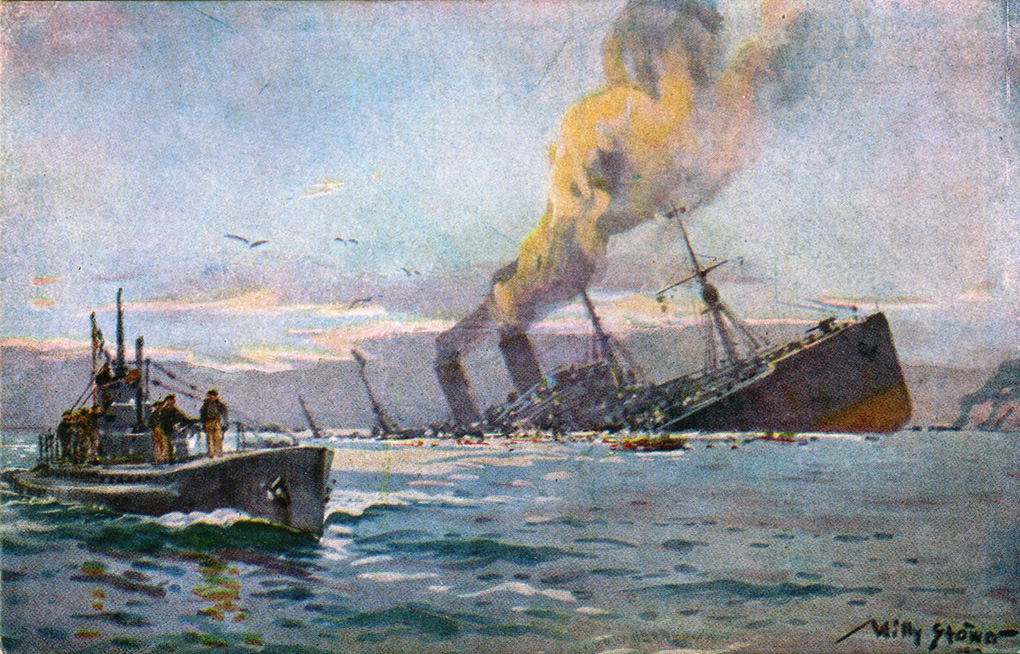
Vykort (1917) "Sänkningen av beväpnad fientlig trupptransportsångare, av en tysk ubåt i Medelhavet"[d]
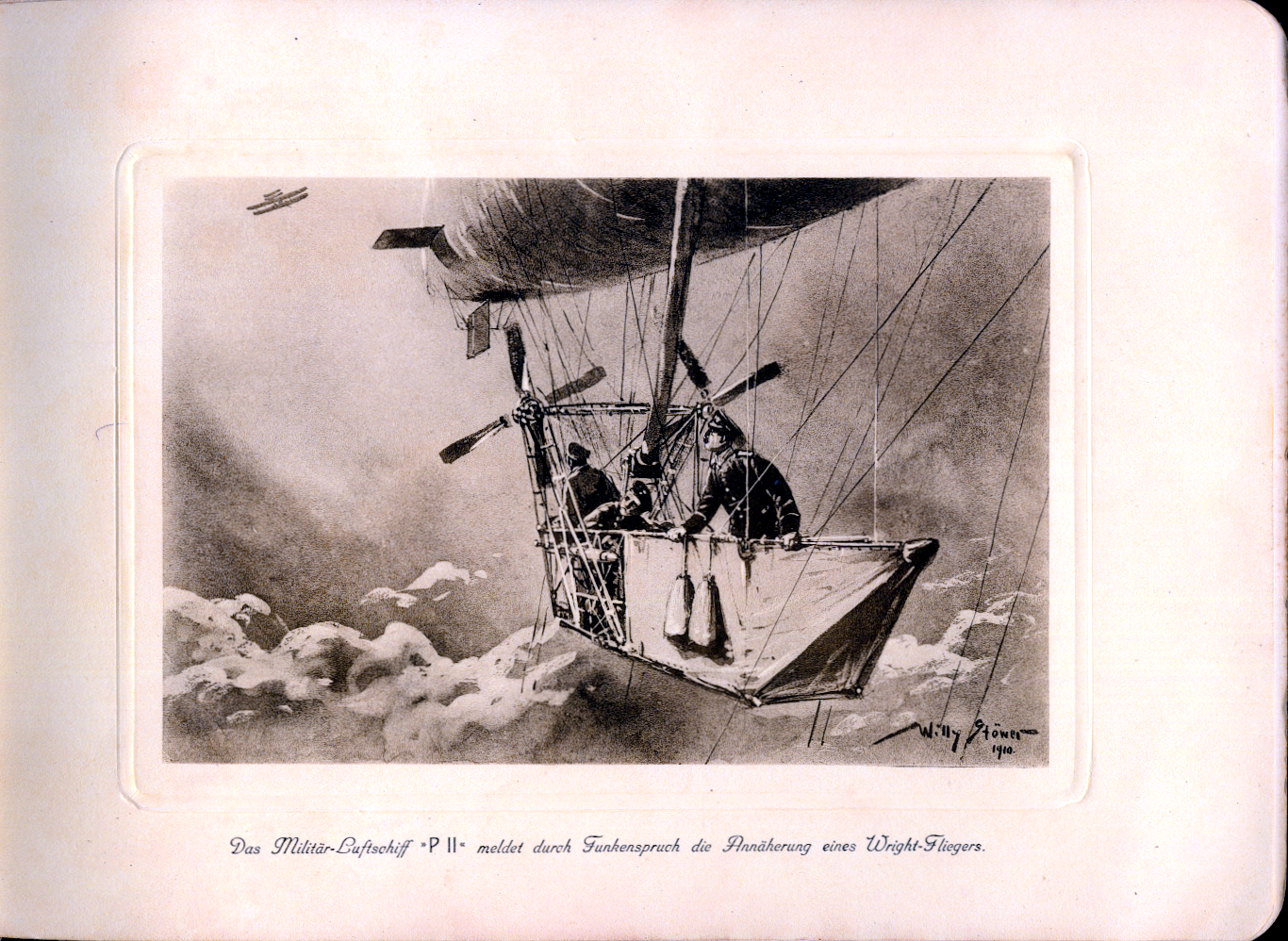
Illustration ur broschyr (1910) För Luftfahrzeug-GmbH "Militärlufskeppet PII rapporterar via radio att Wrightflygarna närmar sig." [e]
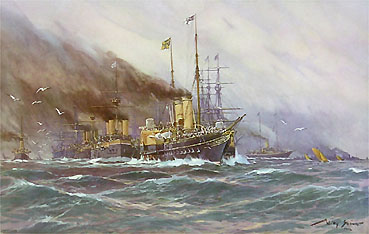
Målning (cirka 1888) SMY Hohenzollern I
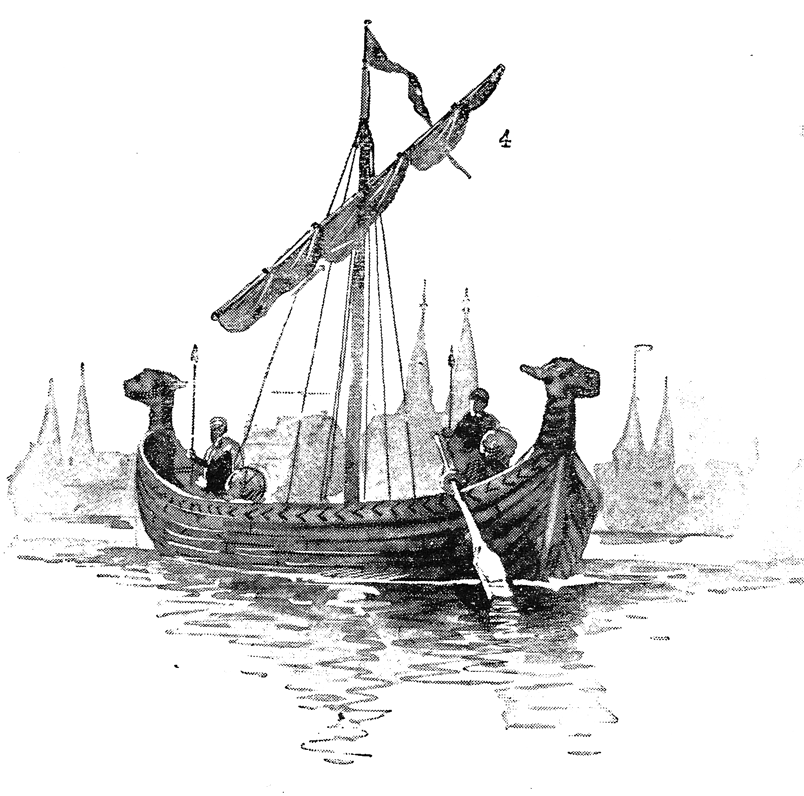
Bokillustration, 1902 "Lübeckskepp"
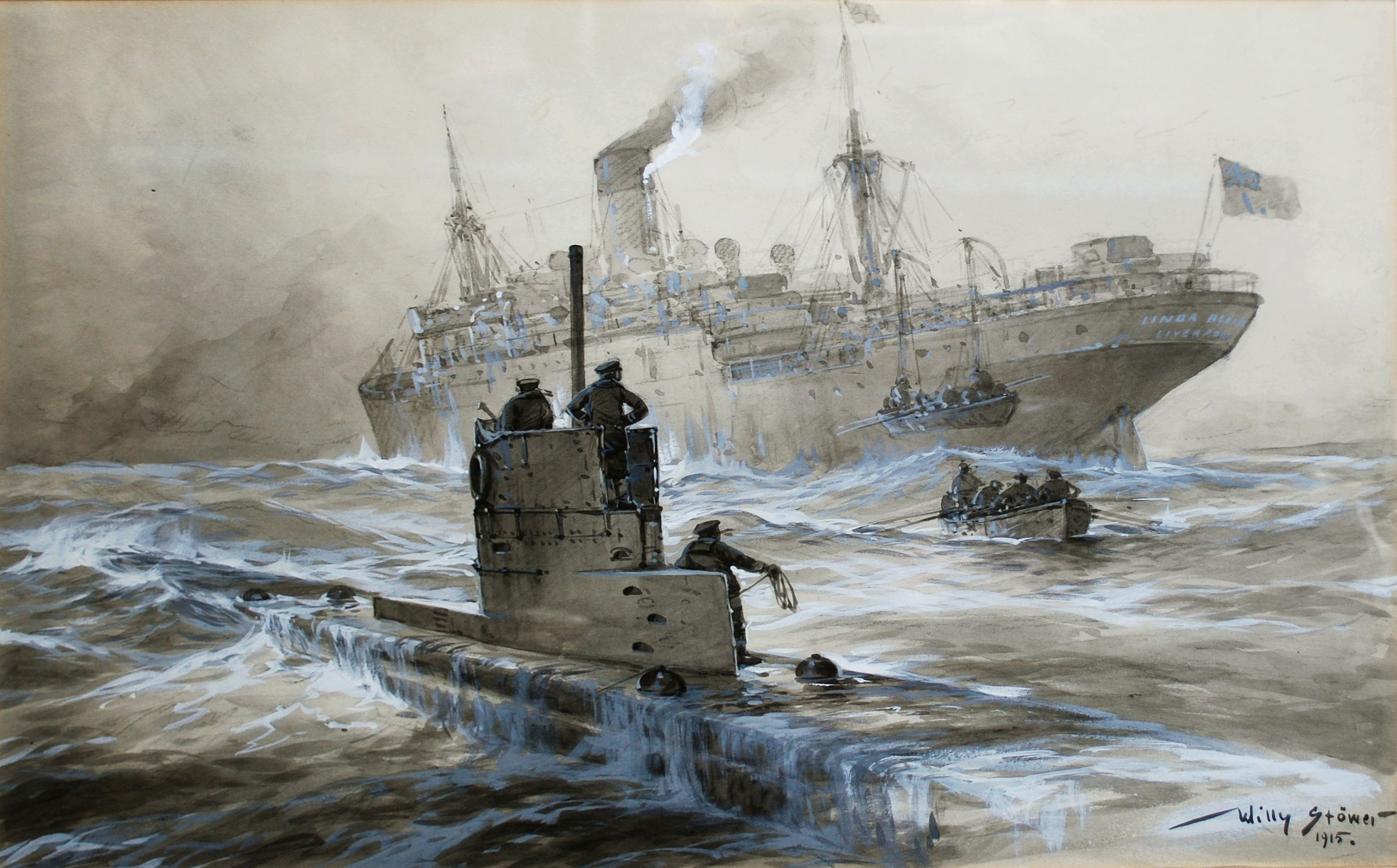
"Sänkningen av den engelska kommersiella ångbåten Linda Blanche, 1915"[f]
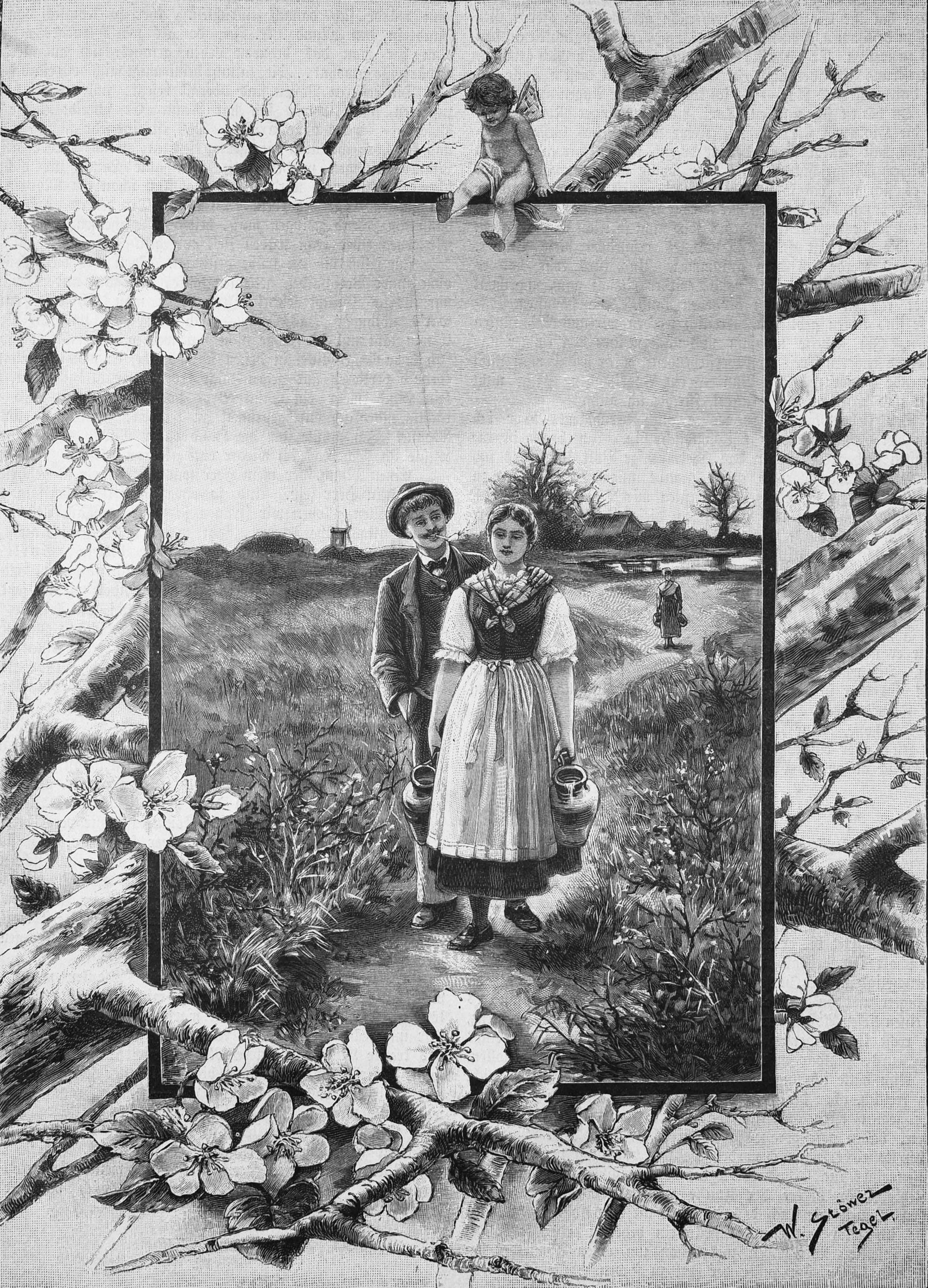
Tidskriftsillustration för Die Gartenlaube, 1893